# Gamin (voilier)
Olmix est un trimaran de course au large.
Construit en 1991 par Bruno Louit à partir des plans de Jean-Pierre Brouns et Patrice Gaudry, il s'agit du seul Multi50 fabriqué entièrement en bois.
En 1998, Franck-Yves Escoffier alors conseiller technique du téléfilm Chasseurs d'écume est à la recherche d'un multicoque pour les besoins du tournage, il achète le voilier alors nommé Gamin et le convoie jusqu'à Saint-Malo. Le téléfilm se terminant sur une scène se déroulant le jour du départ de la Route du Rhum, le skipper décide de prendre réellement le départ de la course, il terminera 13e au classement général à l'arrivée en Guadeloupe, et premier des Multi Classe 2.
Après avoir terminé 2e  en 2000 de l'Ostar et de la Transat Québec-Saint Malo en Classe 2, le voilier part en chantier de rénovation, le mât et la bôme sont remplacés par des neufs en carbone, la dérive est rallongée, et le jeu de voile est lui aussi remplacé par un neuf, ces modifications permettent un gain de poids important,.
Le 22 juin 2002, Frank-Yves Escoffier accompagné de Jamy Gourmand, parrain du voilier, baptise à Saint-Malo le Multi50 rénové qui prend alors les couleurs de Crêpes Wahou !.
Pour sa première course depuis sa sortie des chantiers navals, le voilier est engagé sur la Route du Rhum, course qu'il remporte en catégorie Multi50, au terme d'une édition particulièrement corsée à la suite de conditions météos dantesques.
En 2005, Franck-Yves Escoffier continue l'aventure Crêpes Wahou ! sur un nouveau trimaran, il confie donc le Gamin à son fils Loic, qui prend quelques mois plus tard le départ de la Route du Rhum qu'il terminera 4e place de sa catégorie en Guadeloupe.
Après avoir loué le bateau à Pierre Antoine et à Pierre Hingant, il se décide en 2009 à vendre son trimaran à Philippe Laperche qui engage l'année suivant sur la Route du Rhum sous les couleurs de La Mer révèle nos sens.
En 2012, Pierre Antoine qui connait déjà bien le voilier, rachète le Gamin qui prend un temps les couleurs de la Fondation pour l'enfance avant de prendre ses couleurs actuelles du groupe Olmix.
En 2018, il participe à sa sixième Route du Rhum, et gagne pour la troisième fois (catégorie Rhum Multi).

## Avaries et incidents de course
Le 4 novembre 2014, alors que le voilier skippé par Pierre Antoine participe à sa cinquième Route du Rhum, il est touché par la foudre au niveau de sa coque centrale. Le skipper sera évacué par hélicoptère grâce à la coordination entre le CROSS Gris-Nez, le MRCC Madrid et la direction de course.
Le bateau sera finalement sauvé et remis à flot dès 2015 après un long chantier.

## Palmarès

### 1999-2002: Deleage
- 1998 : 13e de la Route du Rhum (1er de la Classe 2)
- 2000 :
  - 18e de l'Ostar (2e de la Classe 2)
  - 2e de la Classe 2 de Québec-Saint Malo

### 2002-2005: Crêpes Wahou!
- 2002 : 1er catégorie Multi50 de la Route du Rhum
- 2004 : 1er catégorie Multi50 de Québec-Saint Malo
- 2005 : 2e du Trophée des Multicoques 50 '

### 2006: Votre nom sur le Rhum
- 2006 : 4e du Trophée des Multicoques 50 '

### 2006-2007: Deleage et Diazo
- 2006 : 24e de la Route du Rhum (4e de la catégorie Multi50)
- 2007 : 7e du Trophée des Multicoques Jean Stalaven

### 2008: Imagine
- 2008 : 2e catégorie Multi50 de Québec-Saint Malo

### 2009: Inizme
- 2009 :
  - 2e du Trophée Malo
  - 5e du Trophée du port de Fécamp Multi50
  - 4e du Trophée des Multicoques

### 2010-2011: La mer révèle nos sens - Philippe Laperche
- 2010 :
  - 6e catégorie Multi50 de Vendée-Saint Petersbourg
  - 5e du challenge de Port-Médoc
  - 6e du Trophée du port de Fécamp
  - 15e de la Route du Rhum (4e de la catégorie Multi50)
- 2011 :
  - 8e de l'ArMen Race (4e de la catégorie Multi50)
  - 6e catégorie Multi50 du Trophée Prince de Bretagne-Côtes d'Armor
  - 5e catégorie Multi50 du Trophée du port de Fécamp

### 2011: Abri Services
- 2011 : 4e catégorie Multi50 du Record SNSM

### 2012-2013: Fondation pour l'enfance - Pierre Antoine
- 2012 :
  - 6e catégorie Multi50 de l'ArMen Race
  - 6e catégorie Multi50 du Trophée Prince de Bretagne-Côtes d'Armor
  - 6e catégorie Multi50 du Trophée du port de Fécamp
- 2013 :
  - 6e catégorie Multi50 du Grand Prix Guyader
  - 5e catégorie Multi50 de l'ArMen Race
  - 7e catégorie Multi50 du Trophée Prince de Bretagne-Côtes d'Armor
  - 8e catégorie Multi50 du Trophée du port de Fécamp

### Depuis 2014: Olmix - Pierre Antoine
- 2014 :
  - 5e catégorie Multi50 du Grand Prix de Douarnenez
  - 3e catégorie Multi50 de l'ArMen Race
  - 5e catégorie Multi50 du Trophée Prince de Bretagne-Côtes d'Armor
- 2015 :
  - 1er catégorie Multi2000 du Trophée SNSM
  - 2e catégorie multicoques de la Régate du Grand Large
  - 2e catégorie multicoques de la Rolex Fastnet Race
  - 4e du Trophée Multi50 Prince de Bretagne-Sud Goëlo
- 2016 :
  - 10e de The Transat (3e de la catégorie Multi50)
  - 4e catégorie Multi50 de Québec-Saint Malo
- 2017 : 5e catégorie Multi2000 de l'ArMen Race
- 2018 : 1er catégorie Rhum Multi de la Route du Rhum